# Oscarsgalan 2018
Oscarsgalan 2018 var den 90:e upplagan av Academy Awards, som belönade filminsatser från 2017, och hölls på Dolby Theatre i Los Angeles den 4 mars 2018. Galan sändes av ABC och producerades av Michael De Luca och Jennifer Todd. Programledaren och komikern Jimmy Kimmel ledde galan för andra året i rad.
The Shape of Water fick flest nomineringar med tretton stycken och blev även kvällens storvinnare med fyra vinster, inklusive för Bästa film och Bästa regi. Dunkirk var nominerad med åtta priser och belönades med tre vinster. Den svenska filmen The Square var nominerad till priset för Bästa icke-engelskspråkiga film men vann inte.

## Datum och händelser
| Datum            | Händelse                     |
| ---------------- | ---------------------------- |
| 11 november 2017 | Governors Awards             |
| 5 januari 2018   | Nomineringsröstning börjar   |
| 12 januari 2018  | Nomineringsröstning slutar   |
| 23 januari 2018  | Nomineringarna presenteras   |
| 20 februari 2018 | Sista röstningen börjar      |
| 27 februari 2018 | Sista röstningen slutar      |
| 4 mars 2018      | 90:e upplagan av Oscarsgalan |

## Governors Awards
Den nionde upplagan av Governors Awards hölls den 11 november 2017, där följande personer fick motta specialpriser:

### Heders-Oscar
- Charles Burnett
- Owen Roizman
- Donald Sutherland
- Agnès Varda

### Special Achievement-Oscar
- Alejandro González Iñárritu för virtuella verklighets-projektet Carne y Arena

## Vinnare och nominerade
Nomineringarna tillkännagavs den 23 januari 2018 live från Samuel Goldwyn Theater i Beverly Hills, Kalifornien och presenterades av skådespelarna Tiffany Haddish och Andy Serkis. Vinnarna listas i fetstil.

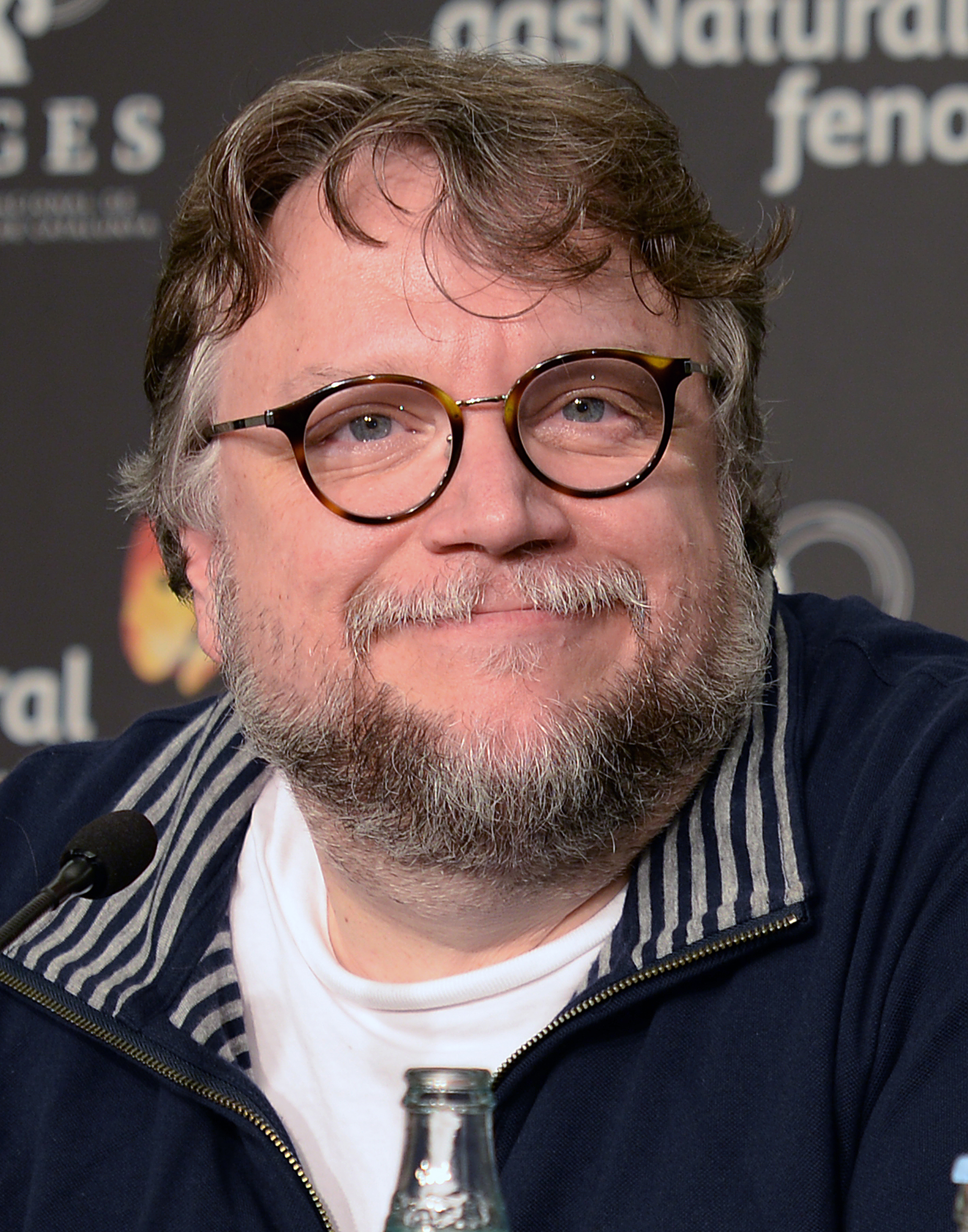
Guillermo del Toro
Bästa film och Bästa regi

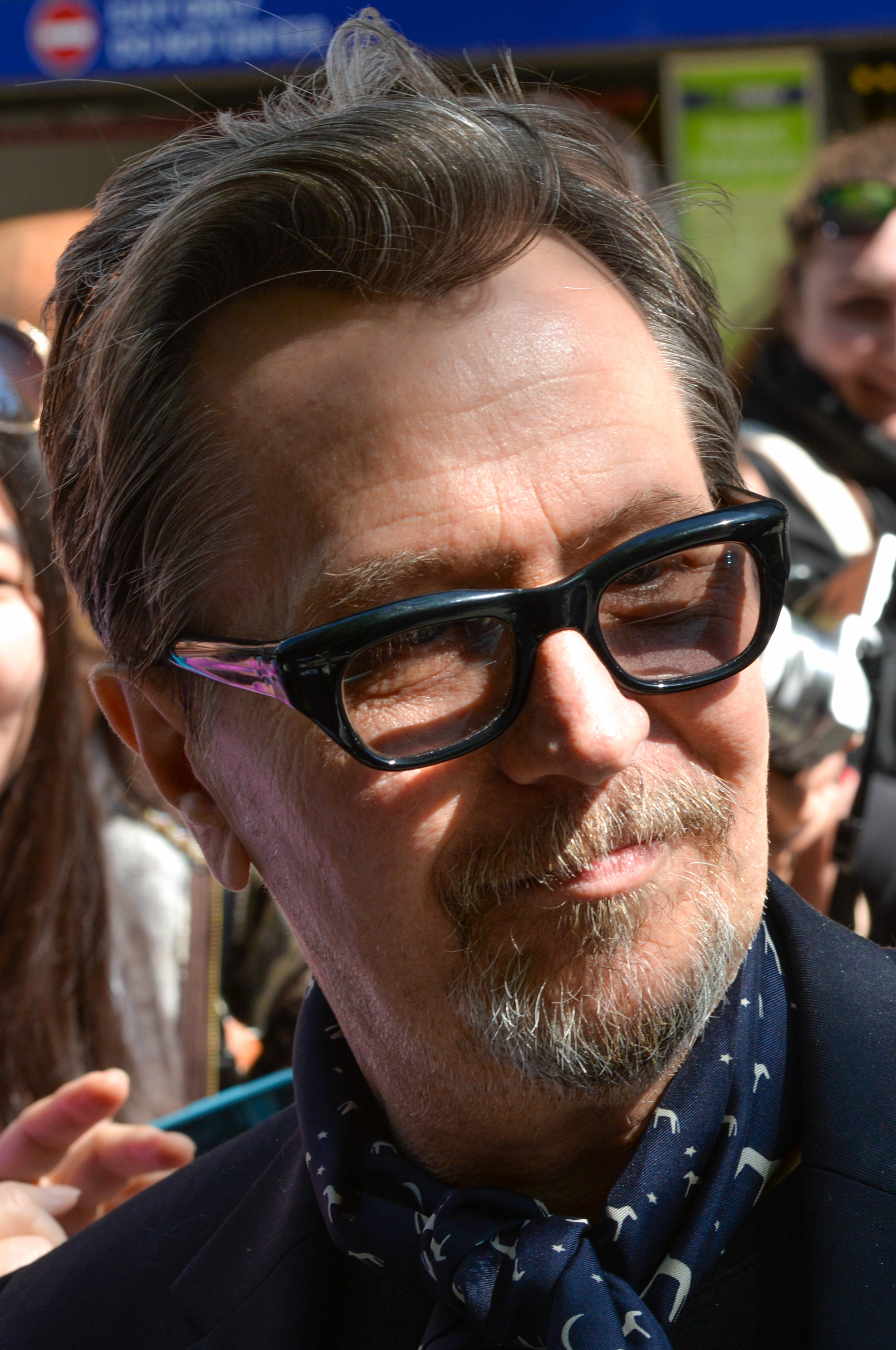
Gary Oldman
Bästa manliga huvudroll

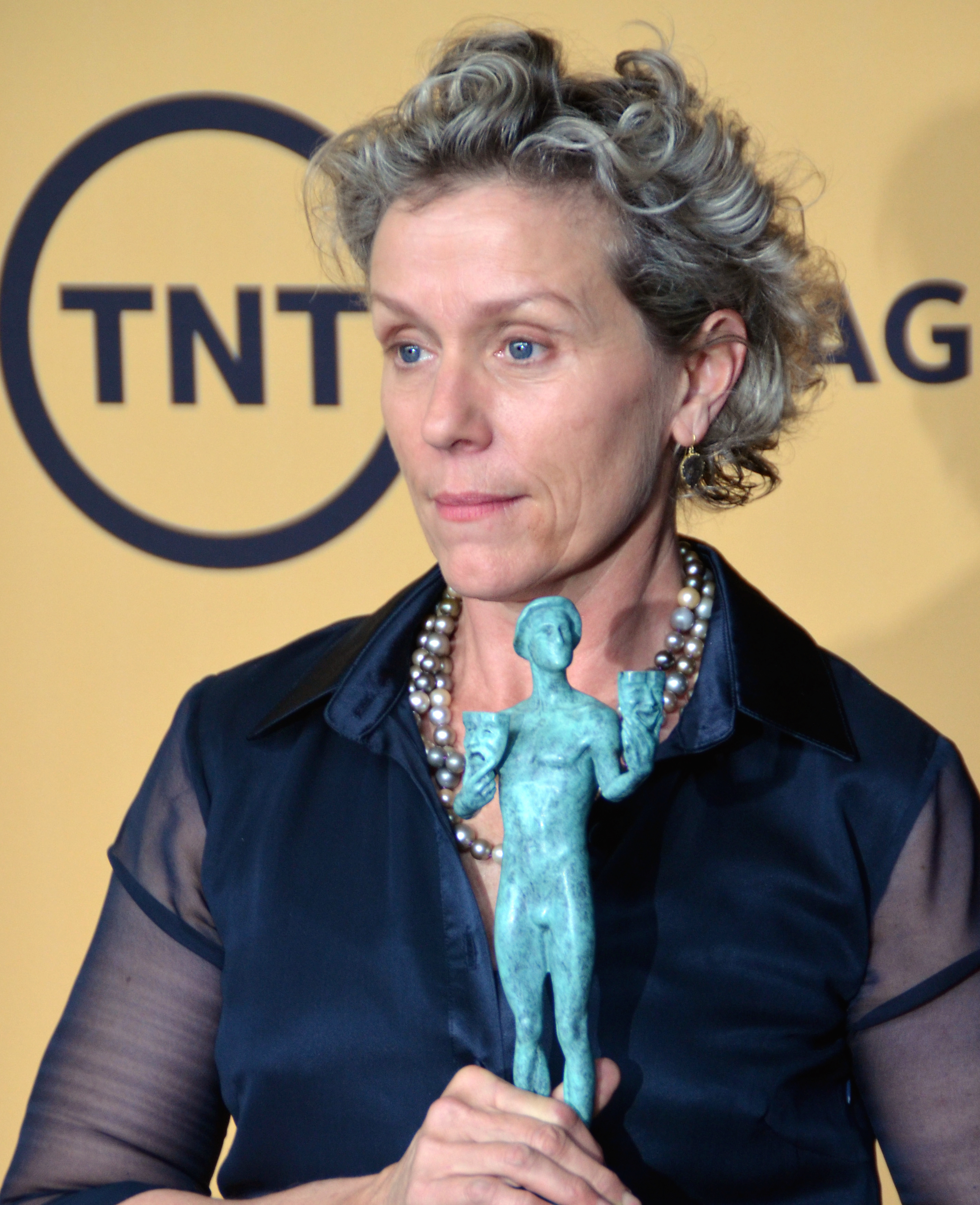
Frances McDormand
Bästa kvinnliga huvudroll

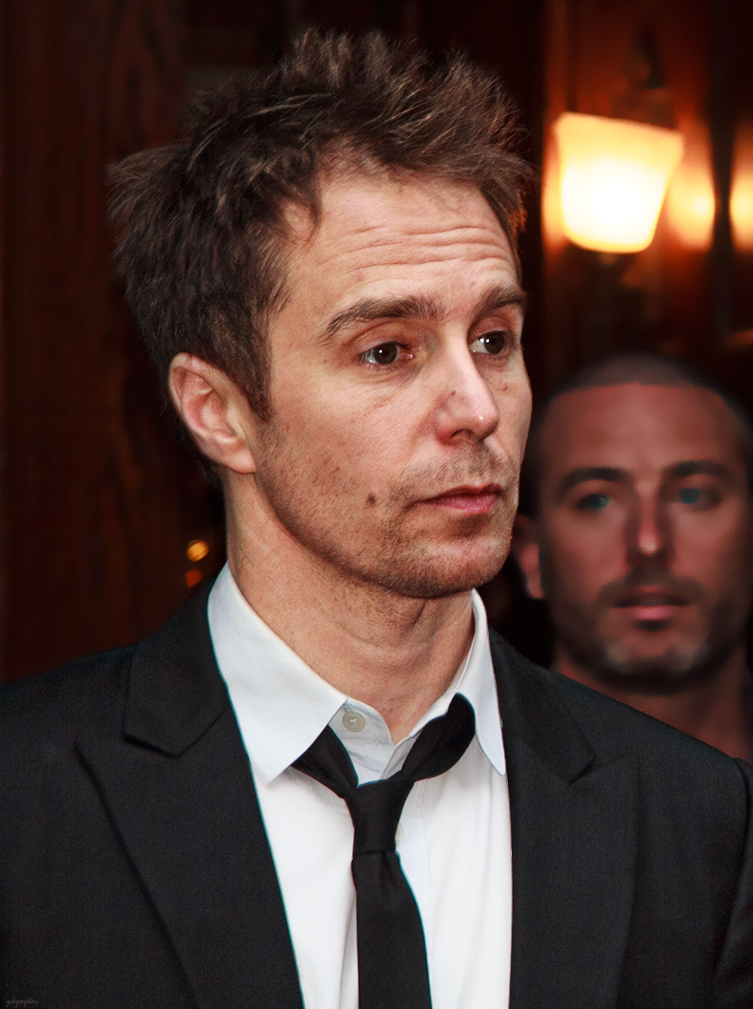
Sam Rockwell
Bästa manliga biroll

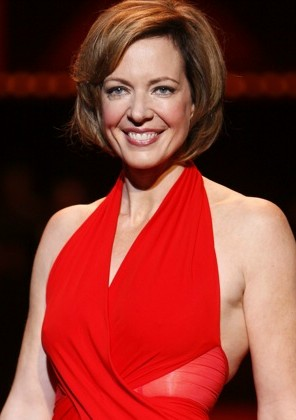
Allison Janney
Bästa kvinnliga biroll

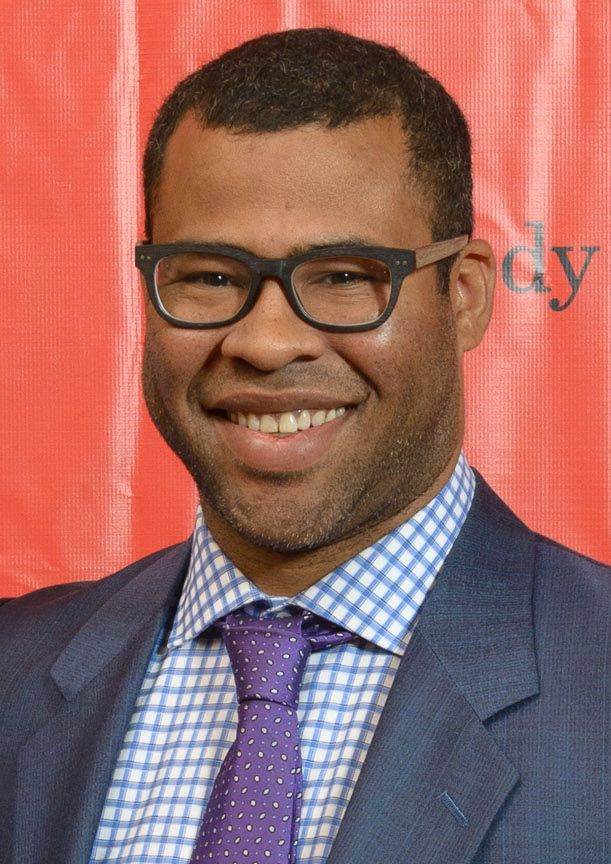
Jordan Peele
Bästa originalmanus

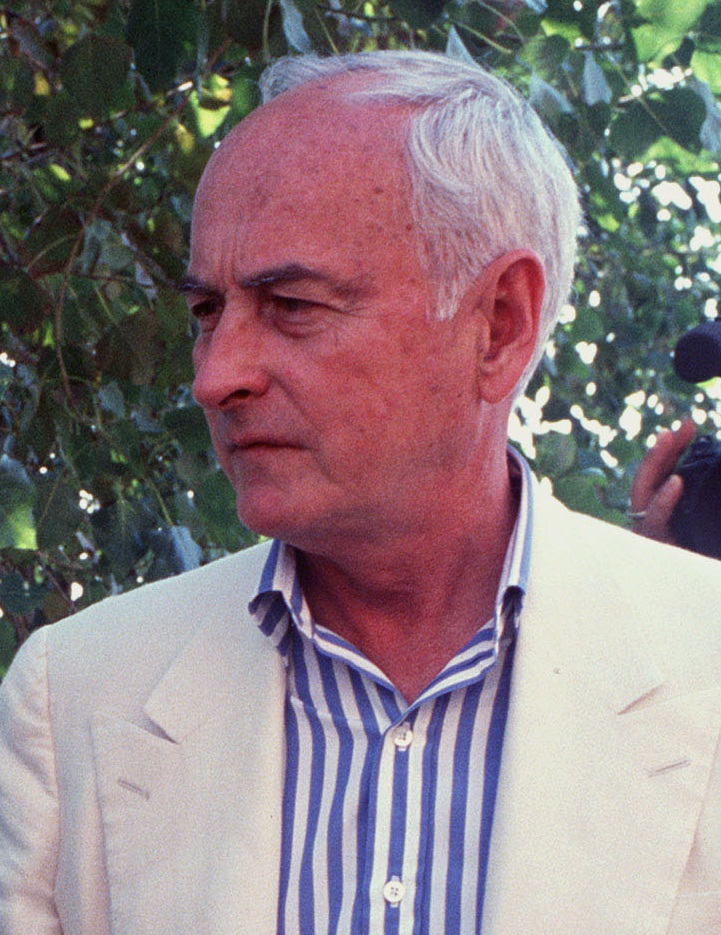
James Ivory
Bästa manus efter förlaga

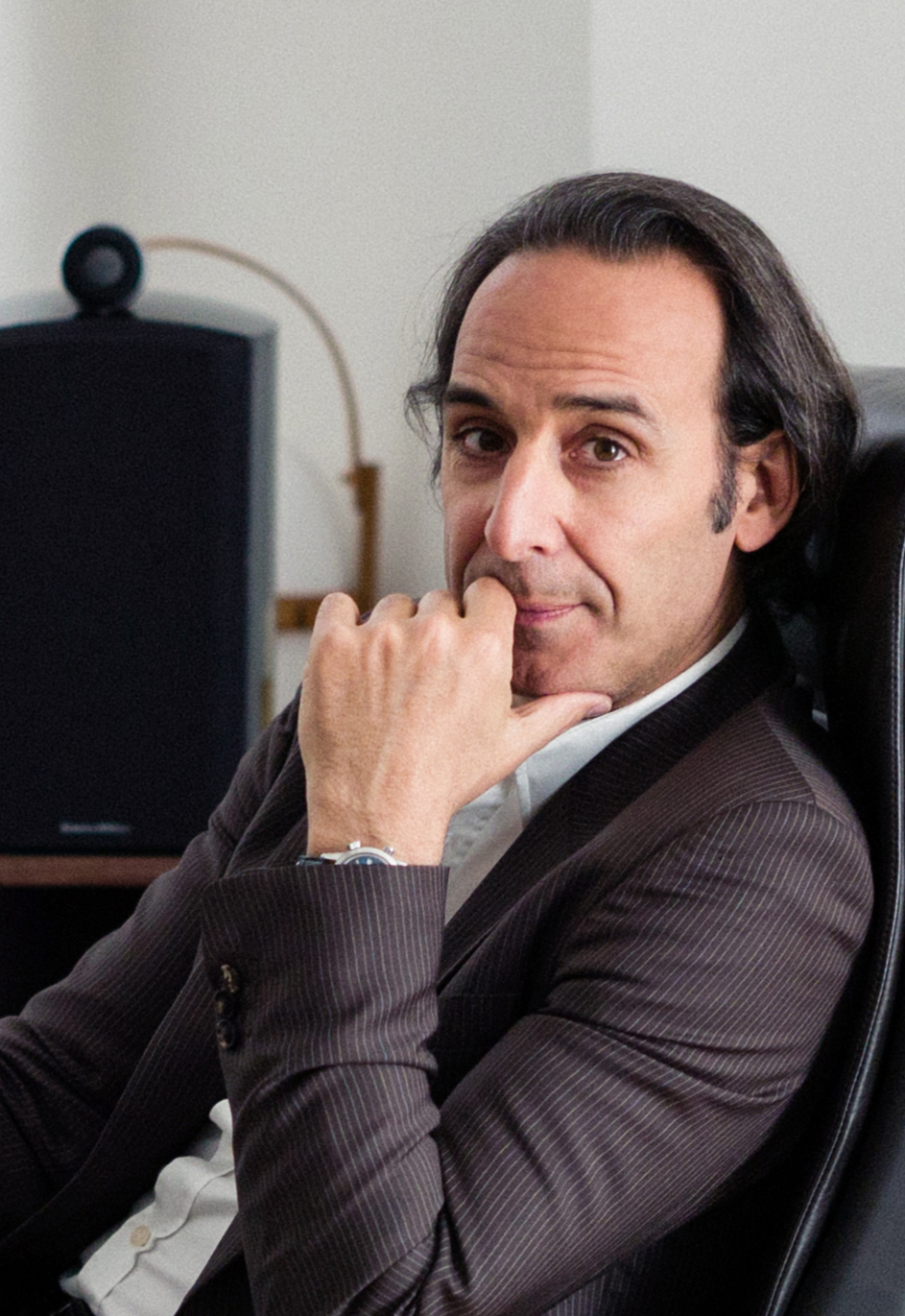
Alexandre Desplat
Bästa filmmusik

| Bästa film - The Shape of Water – Guillermo del Toro och J. Miles Dale - Call Me by Your Name – Peter Spears, Luca Guadagnino, Emilie Georges och Marco Morabito - Darkest Hour – Tim Bevan, Eric Fellner, Lisa Bruce, Anthony McCarten och Douglas Urbanski - Dunkirk – Emma Thomas och Christopher Nolan - Get Out – Sean McKittrick, Jason Blum, Edward H. Hamm Jr. och Jordan Peele - Lady Bird – Scott Rudin, Eli Bush och Evelyn O'Neill - Phantom Thread – JoAnne Sellar, Paul Thomas Anderson, Megan Ellison och Daniel Lupi - The Post – Amy Pascal, Steven Spielberg och Kristie Macosko Krieger - Three Billboards Outside Ebbing, Missouri – Graham Broadbent, Pete Czernin och Martin McDonagh | Bästa regi - Guillermo del Toro – The Shape of Water - Paul Thomas Anderson – Phantom Thread - Greta Gerwig – Lady Bird - Christopher Nolan – Dunkirk - Jordan Peele – Get Out |
| Bästa manliga huvudroll - Gary Oldman – Darkest Hour - Timothée Chalamet – Call Me by Your Name - Daniel Day-Lewis – Phantom Thread - Daniel Kaluuya – Get Out - Denzel Washington – Roman J. Israel, Esq. | Bästa kvinnliga huvudroll - Frances McDormand – Three Billboards Outside Ebbing, Missouri - Sally Hawkins – The Shape of Water - Margot Robbie – I, Tonya - Saoirse Ronan – Lady Bird - Meryl Streep – The Post |
| Bästa manliga biroll - Sam Rockwell – Three Billboards Outside Ebbing, Missouri - Willem Dafoe – The Florida Project - Woody Harrelson – Three Billboards Outside Ebbing, Missouri - Richard Jenkins – The Shape of Water - Christopher Plummer – All the Money in the World | Bästa kvinnliga biroll - Allison Janney – I, Tonya - Mary J. Blige – Mudbound - Lesley Manville – Phantom Thread - Laurie Metcalf – Lady Bird - Octavia Spencer – The Shape of Water |
| Bästa originalmanus - Get Out – Jordan Peele - The Big Sick – Emily V. Gordon och Kumail Nanjiani - Lady Bird – Greta Gerwig - The Shape of Water – Guillermo del Toro och Vanessa Taylor - Three Billboards Outside Ebbing, Missouri – Martin McDonagh | Bästa manus efter förlaga - Call Me by Your Name – James Ivory - The Disaster Artist – Scott Neustadter och Michael H. Weber - Logan – The Wolverine – Scott Frank, James Mangold och Michael Green - Molly's Game – Aaron Sorkin - Mudbound – Virgil Williams och Dee Rees |
| Bästa animerade film - Coco – Lee Unkrich och Darla K. Anderson - Baby-bossen – Tom McGrath och Ramsey Naito - The Breadwinner – Nora Twomey och Anthony Leo - Loving Vincent – Dorota Kobiela, Hugh Welchman och Ivan Mactaggart - Tjuren Ferdinand – Carlos Saldanha | Bästa icke-engelskspråkiga film - Chile – En fantastisk kvinna - Libanon – Förolämpningen - Ryssland – Saknaden - Sverige – The Square - Ungern – Om själ och kropp |
| Bästa dokumentär - Ikaros – Bryan Fogel och Dan Cogan - Abacus: Small Enough to Jail – Steve James, Mark Mitten och Julie Goldman - De sista i Aleppo – Feras Fayyad, Kareem Abeed och Søren Steen Jespersen - Faces Places – Agnès Varda, JR och Rosalie Varda - Strong Island – Yance Ford och Joslyn Barnes | Bästa kortfilmsdokumentär - Heaven Is a Traffic Jam on the 405 – Frank Stiefel - Edith+Eddie – Laura Checkoway och Thomas Lee Wright - Heroin(e) – Elaine McMillion Sheldon och Kerrin Sheldon - Knife Skills – Thomas Lennon - Traffic Stop – Kate Davis och David Heilbroner |
| Bästa kortfilm - The Silent Child – Chris Overton och Rachel Shenton - DeKalb Elementary – Reed Van Dyk - The Eleven O’Clock – Derin Seale och Josh Lawson - My Nephew Emmett – Kevin Wilson Jr. - Watu Wote: All of us – Katja Benrath och Tobias Rosen | Bästa animerade kortfilm - Dear Basketball – Glen Keane och Kobe Bryant - Garden Party – Victor Caire och Gabriel Grapperon - Lou – Dave Mullins och Dana Murray - Negative Space – Max Porter och Ru Kuwahata - Rysliga rim – Jakob Schuh och Jan Lachauer |
| Bästa filmmusik - The Shape of Water – Alexandre Desplat - Dunkirk – Hans Zimmer - Phantom Thread – Jonny Greenwood - Star Wars: The Last Jedi – John Williams - Three Billboards Outside Ebbing, Missouri – Carter Burwell | Bästa sång - "Remember Me" från Coco – Musik och Text: Kristen Anderson-Lopez och Robert Lopez - "Mighty River" från Mudbound – Musik och Text: Mary J. Blige, Raphael Saadiq och Taura Stinson - "Mystery of Love" från Call Me by Your Name – Musik och Text: Sufjan Stevens - "Stand Up for Something" från Marshall – Musik: Diane Warren · Text: Lonnie R. Lynn och Diane Warren - "This Is Me" från The Greatest Showman – Musik och Text: Benj Pasek och Justin Paul             |
| Bästa ljudredigering - Dunkirk – Richard King och Alex Gibson - Baby Driver – Julian Slater - Blade Runner 2049 – Mark A. Mangini och Theo Green - The Shape of Water – Nathan Robitaille och Nelson Ferreira - Star Wars: The Last Jedi – Matthew Wood och Ren Klyce | Bästa ljud - Dunkirk – Mark Weingarten, Gregg Landaker och Gary Rizzo - Baby Driver – Julian Slater, Tim Cavagin och Mary H. Ellis - Blade Runner 2049 – Ron Bartlett, Doug Hemphill och Mac Ruth - The Shape of Water – Christian T. Cooke, Brad Zoern och Glen Gauthier - Star Wars: The Last Jedi – David Parker, Michael Semanick, Ren Klyce och Stuart Wilson |
| Bästa scenografi - The Shape of Water – Paul D. Austerberry, Shane Vieau och Jeffrey A. Melvin - Blade Runner 2049 – Dennis Gassner och Alessandra Querzola - Darkest Hour – Sarah Greenwood och Katie Spencer - Dunkirk – Nathan Crowley och Gary Fettis - Skönheten och odjuret – Sarah Greenwood och Katie Spencer | Bästa foto - Blade Runner 2049 – Roger Deakins - Darkest Hour – Bruno Delbonnel - Dunkirk – Hoyte van Hoytema - Mudbound – Rachel Morrison - The Shape of Water – Dan Laustsen |
| Bästa smink - Darkest Hour – Kazuhiro Tsuji, David Malinowski och Lucy Sibbick - Victoria & Abdul – Daniel Phillips och Lou Sheppard - Wonder – Arjen Tuiten | Bästa kostym - Phantom Thread – Mark Bridges - Darkest Hour – Jacqueline Durran - The Shape of Water – Luis Sequeira - Skönheten och odjuret – Jacqueline Durran - Victoria & Abdul – Consolata Boyle |
| Bästa klippning - Dunkirk – Lee Smith - Baby Driver – Paul Machliss och Jonathan Amos - I, Tonya – Tatiana S. Riegel - The Shape of Water – Sidney Wolinsky - Three Billboards Outside Ebbing, Missouri – Jon Gregory | Bästa specialeffekter - Blade Runner 2049 – John Nelson, Gerd Nefzer, Paul Lambert och Richard R. Hoover - Apornas planet: Striden – Joe Letteri, Daniel Barrett, Dan Lemmon och Joel Whist - Guardians of the Galaxy Vol. 2 – Christopher Townsend, Guy Williams, Jonathan Fawkner och Daniel Sudick - Kong: Skull Island – Stephen Rosenbaum, Jeff White, Scott Benza och Michael Meinardus - Star Wars: The Last Jedi – Ben Morris, Mike Mulholland, Neal Scanlan och Chris Corbould |

### Filmer med flera vinster
| Vinster | Film                                      |
| ------- | ----------------------------------------- |
| 4       | The Shape of Water                        |
| 3       | Dunkirk                                   |
| 2       | Blade Runner 2049                         |
| 2       | Coco                                      |
| 2       | Darkest Hour                              |
| 2       | Three Billboards Outside Ebbing, Missouri |

### Filmer med flera nomineringar
| Nomineringar | Film                                      |
| ------------ | ----------------------------------------- |
| 13           | The Shape of Water                        |
| 8            | Dunkirk                                   |
| 7            | Three Billboards Outside Ebbing, Missouri |
| 6            | Darkest Hour                              |
| 6            | Phantom Thread                            |
| 5            | Blade Runner 2049                         |
| 5            | Lady Bird                                 |
| 4            | Call Me by Your Name                      |
| 4            | Get Out                                   |
| 4            | Mudbound                                  |
| 4            | Star Wars: The Last Jedi                  |
| 3            | Baby Driver                               |
| 3            | I, Tonya                                  |
| 2            | Coco                                      |
| 2            | The Post                                  |
| 2            | Skönheten och odjuret                     |
| 2            | Victoria & Abdul                          |

## Presentatörer och uppträdande

### Presentatörer
| Personer                                       | Uppgift                                                                        |
| ---------------------------------------------- | ------------------------------------------------------------------------------ |
| Viola Davis                                    | Presenterade priset för Bästa manliga biroll                                   |
| Gal Gadot och Armie Hammer                     | Presenterade priset för Bästa smink                                            |
| Eva Marie Saint                                | Presenterade priset för Bästa kostym                                           |
| Laura Dern och Greta Gerwig                    | Presenterade priset för Bästa dokumentär                                       |
| Taraji P. Henson                               | Introducerade uppträdandet av Bästa sång nomineringen "Mighty River"           |
| Ansel Elgort och Eiza González                 | Presenterade priset för Bästa ljudredigering och Bästa ljud                    |
| Kumail Nanjiani och Lupita Nyong'o             | Presenterade priset för Bästa scenografi                                       |
| Eugenio Derbez                                 | Introducerade uppträdandet av Bästa sång nomineringen "Remember Me"            |
| Rita Moreno                                    | Presenterade priset för Bästa icke-engelskspråkiga film                        |
| Mahershala Ali                                 | Presenterade priset för Bästa kvinnliga biroll                                 |
| Mark Hamill, Oscar Isaac och Kelly Marie Tran  | Presenterade priset för Bästa animerade kortfilm och Bästa animerade film      |
| Daniela Vega                                   | Introducerade uppträdandet av Bästa sång nomineringen "Mystery of Love"        |
| Tom Holland och Gina Rodriguez                 | Presenterade priset för Bästa specialeffekter                                  |
| Matthew McConaughey                            | Presenterade priset för Bästa klippning                                        |
| Tiffany Haddish och Maya Rudolph               | Presenterade priset för Bästa kortfilmsdokumentär och Bästa kortfilm           |
| Dave Chappelle                                 | Introducerade uppträdandet av Bästa sång nomineringen "Stand Up for Something" |
| Salma Hayek, Ashley Judd och Annabella Sciorra | Special presentation belyser Time's Up-rörelsen och mångfald i film            |
| Chadwick Boseman och Margot Robbie             | Presenterade priset för Bästa manus efter förlaga                              |
| Nicole Kidman                                  | Presenterade priset för Bästa originalmanus                                    |
| Wes Studi                                      | Special presentation belyser krigsfilmer                                       |
| Sandra Bullock                                 | Presenterade priset för Bästa foto                                             |
| Zendaya                                        | Introducerade uppträdandet av Bästa sång nomineringen "This Is Me"             |
| Christopher Walken                             | Presenterade priset för Bästa filmmusik                                        |
| Emily Blunt och Lin-Manuel Miranda             | Presenterade priset för Bästa sång                                             |
| Jennifer Garner                                | Presenterade In Memoriam-hyllningen                                            |
| Emma Stone                                     | Presenterade priset för Bästa regi                                             |
| Jane Fonda och Helen Mirren                    | Presenterade priset för Bästa manliga huvudroll                                |
| Jodie Foster och Jennifer Lawrence             | Presenterade priset för Bästa kvinnliga huvudroll                              |
| Warren Beatty och Faye Dunaway                 | Presenterade priset för Bästa film                                             |

### Uppträdande
| Personer                                                  | Uppträdde                                   |
| --------------------------------------------------------- | ------------------------------------------- |
| Mary J. Blige                                             | "Mighty River" från Mudbound                |
| Gael García Bernal, Miguel och Natalia Lafourcade         | "Remember Me" från Coco                     |
| Sufjan Stevens, Annie Clark, Moses Sumney och Chris Thile | "Mystery of Love" från Call Me by Your Name |
| Andra Day och Common                                      | "Stand Up for Something" från Marshall      |
| Keala Settle                                              | "This Is Me" från The Greatest Showman      |
| Eddie Vedder                                              | "Room at the Top" under In Memoriam         |

## In Memoriam
Följande bortgångna personer nedan tillägnades under den årliga In Memoriam-segmentet.

- John G. Avildsen
- Toni-Ann Walker
- June Foray
- Walter Lassally
- Chuck Berry
- Robert Osborne
- Jill Messick
- Harry Dean Stanton
- Terence Marsh
- Rita Riggs
- Mary Goldberg
- Anthony Harvey
- Therese DePrez
- Debra Chasnoff
- Jóhann Jóhannsson
- Jonathan Demme
- Michael Ballhaus
- Les Lazarowitz
- Idrissa Ouedraogo
- Joe Hyams
- John Heard
- Martin Landau
- Glenne Headly
- Eric Zumbrunnen
- Roger Moore
- Sam Shepard
- Allison Shearmur
- John Mollo
- Jeanne Moreau
- Loren Janes
- George A. Romero
- Rance Howard
- Sridevi
- Haruo Nakajima
- Martin Ransohoff
- Hiep Thi Le
- Ron Berkeley
- Joseph Bologna
- Fred J. Koenekamp
- Murray Lerner
- Don Rickles
- Seijun Suzuki
- Bernie Casey
- Shashi Kapoor
- Tom Sanders
- Danielle Darrieux
- Jerry Greenberg
- Brad Grey
- Miriam Colon
- Luis Bacalov
- Jerry Lewis